# 이영국 (연출가)
이영국(1950년 1월 18일 ~ )은 KBS 드라마본부의 프로듀서이다.

## 학력
- 상석초등학교
- 경북중학교
- 경기고등학교
- 서강대학교 신문방송학과 학사

## 경력
- KBS 예능본부 PD
- KBS 드라마본부 PD
- KBS TV제작본부 드라마운영팀장
- KBS 드라마본부 편성기획팀장 (부장급)